# Hotel Oloffson
Hotel Oloffson är ett hotell i Haitis huvudstad Port-au-Prince.
Hotel Oloffson byggdes i trä i med snickarglädje i slutet av 1800-talet av Demosthenes Simon Sam, son till Haitis president 1896–1902 Tirésias Simon Sam, som bostadshus för familjen Sam. Medlemmar av familjen Sam bodde i huset till 1915, när Vilbrun Guillaume Sam blev president och efter en kort period slets i stycken av en mobb. USA:s resident Woodrow Wilson beordrade då USA:s marinkår att ockupera Haiti och denna använde Samfamiljens egendom som amerikanskt militärsjukhus under ockupationsperioden 1915–35.
År 1935 arrenderade den svenske sjökaptenen Gustav Oloffson fastigheten och gjorde den till hotell. Det drevs senare, under 1950-talet, av den franske fotografen Roger Coster och blev berömd för att attrahera författare, skådespelare och konstnärer. Omkring 1960 var Issa el Saieh hotelldirektör. Hotellet stod modell för hotellet Trianon i Graham Greenes roman Komedianterna från 1966. 
År 1960 övertogs arrendet av amerikanen Al Seitz. Under 1970-talet och början av 1980-talet frekventerades det av kändisar som Jacqueline Kennedy Onassis och Mick Jagger.
År 1987 övertog den amerikansk-haitiske musikern och voodooprästen Richard Morse (född 1957) arrendet för hotellet.
Hotellet skadades, men förstördes inte, vid jordbävningen i Haiti 2010.
Hotellet brändes ner den 6 juli 2025 av haitiska gäng i en mordbrand efter gängkriget i Haiti.